# Bellator MMA: Temporada de Verão de 2012

## Peso pesado
|  | Quartas de Final | Quartas de Final  | Quartas de Final |                |                | Semifinal    | Semifinal | Semifinal |  |  | Final | Final | Final |  |
|  |                  |                   |                  |                |                |              |           |           |  |  |       |       |       |  |
|  | Eslováquia       | Attila Vegh       | FIN              |                |                |              |           |           |  |  |       |       |       |  |
|  | Eslováquia       | Attila Vegh       | FIN              |                |                |              |           |           |  |  |       |       |       |  |
|  | Croácia          | Zelg Galesic      | 1                |                |                |              |           |           |  |  |       |       |       |  |
|  | Croácia          | Zelg Galesic      | 1                |                | Eslováquia     | Attila Vegh  | DD        |           |  |  |       |       |       |  |
|  |                  |                   |                  |                | Eslováquia     | Attila Vegh  | DD        |           |  |  |       |       |       |  |
|  |                  |                   | Estados Unidos   | Emanuel Newton | 3              |              |           |           |  |  |       |       |       |  |
|  | Estados Unidos   | Emanuel Newton    | Estados Unidos   | Emanuel Newton | 3              | FIN          |           |           |  |  |       |       |       |  |
|  | Estados Unidos   | Emanuel Newton    |                  |                |                |              |           |           |  |  |       |       |       |  |
|  | Estados Unidos   | Roy Boughton      | 1                |                |                |              |           |           |  |  |       |       |       |  |
|  | Estados Unidos   | Roy Boughton      | 1                |                | Eslováquia     | Attila Vegh  | KO        |           |  |  |       |       |       |  |
|  |                  |                   |                  |                |                |              |           |           |  |  |       |       |       |  |
|  |                  |                   | Estados Unidos   | Travis Wiuff   | 1              |              |           |           |  |  |       |       |       |  |
|  | Estados Unidos   | Travis Wiuff      | Estados Unidos   | Travis Wiuff   | 1              | TKO          |           |           |  |  |       |       |       |  |
|  | Estados Unidos   | Travis Wiuff      |                  |                |                |              |           |           |  |  |       |       |       |  |
|  | Estados Unidos   | Chris Davis       | 1                |                |                |              |           |           |  |  |       |       |       |  |
|  | Estados Unidos   | Chris Davis       | 1                |                | Estados Unidos | Travis Wiuff | DU        |           |  |  |       |       |       |  |
|  |                  |                   |                  |                | Estados Unidos | Travis Wiuff | DU        |           |  |  |       |       |       |  |
|  |                  |                   | Estados Unidos   | Tim Carpenter  | 3              |              |           |           |  |  |       |       |       |  |
|  | Estados Unidos   | Tim Carpenter1[›] | Estados Unidos   | Tim Carpenter  | 3              | FIN          |           |           |  |  |       |       |       |  |
|  | Estados Unidos   | Tim Carpenter1[›] |                  |                |                |              |           |           |  |  |       |       |       |  |
|  | Estados Unidos   | Beau Tribolet     | 2                |                |                |              |           |           |  |  |       |       |       |  |

^ 1: Tim Carpenter substituiu Richard Hale.